# كاكامو
ققبش أو كَكَامو أو (نقحرة: كاكامو) (بالإيطالية: Caccamo)‏ هي بلدية في مقاطعة باليرمو في صقلية الإيطالية.

## أعلام
- كارلو غامبينو